# Lasiocercis bipenicillata
Lasiocercis bipenicillata är en skalbaggsart som först beskrevs av Leon Fairmaire 1904.  Lasiocercis bipenicillata ingår i släktet Lasiocercis och familjen långhorningar.
Artens utbredningsområde är Madagaskar. Inga underarter finns listade i Catalogue of Life.